# Take Me Out to the Ball Game
Take Me Out to the Ball Game è una canzone del 1908 del genere Tin Pan Alley divenuta l'inno non ufficiale del baseball in America del Nord.
Il testo fu scritto nel 1908 da Jack Norworth e messo in musica da Albert Von Tilzer, nonostante nessuno dei suoi autori avesse mai assistito al gioco prima di scrivere la canzone. Norworth e Von Tilzer videro per la prima volta una partita di Major League rispettivamente 32 e 20 anni dopo.
La canzone è tradizionalmente eseguita durante la pausa fra la parte alta e la parte bassa del 7° inning, subito prima quindi della fase di attacco della squadra di casa, e il pubblico è incoraggiato a cantarla. Per questo motivo viene chiamata anche "7th inning stretch".
Sebbene oggigiorno se ne ricordi soprattutto il ritornello, viene comunemente considerata la terza canzone più eseguita negli Stati Uniti d'America, dopo l'inno nazionale e Happy Birthday to You.

## Al cinema e in tv
Il brano musicale ha dato il titolo ad alcuni film sin dal 1910. 
- Take Me Out to the Ball Game, regia di Gilbert M. Anderson (1910)
- Facciamo il tifo insieme (Take Me Out to the Ball Game), regia di Busby Berkeley (1949)